# Mobilfunk

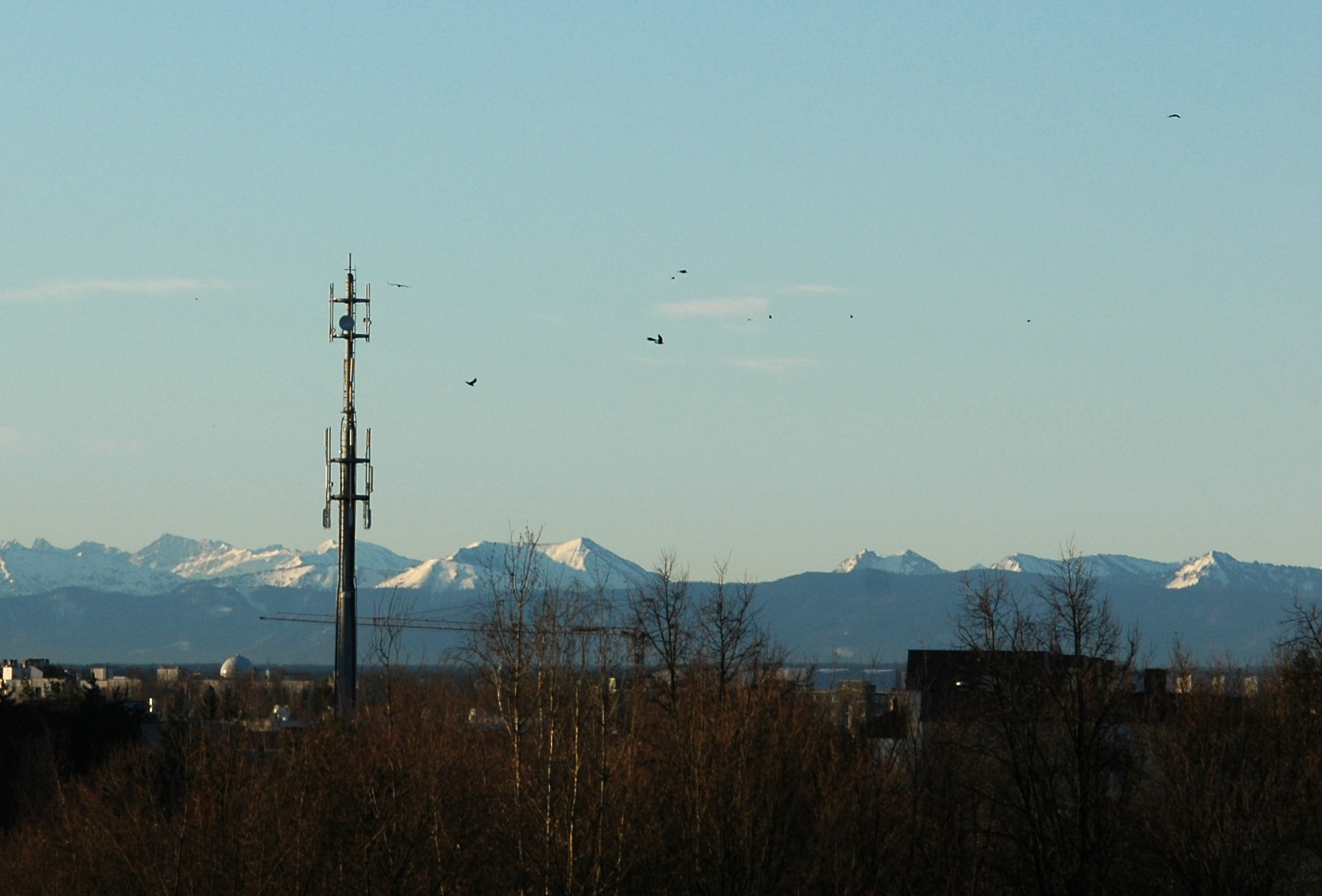
Mobilfunkmast in München

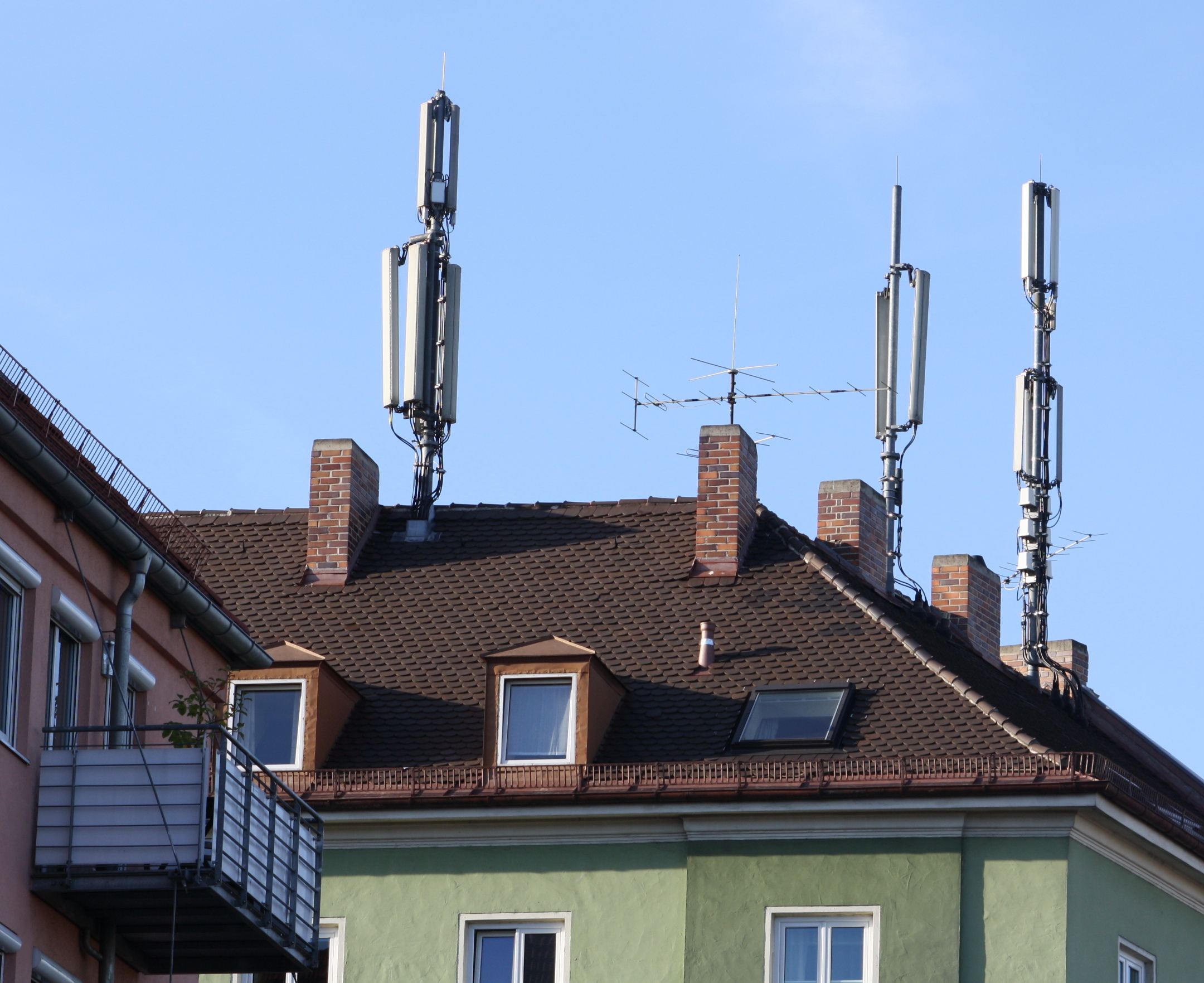
Mobilfunkmasten auf einem Wohnhaus

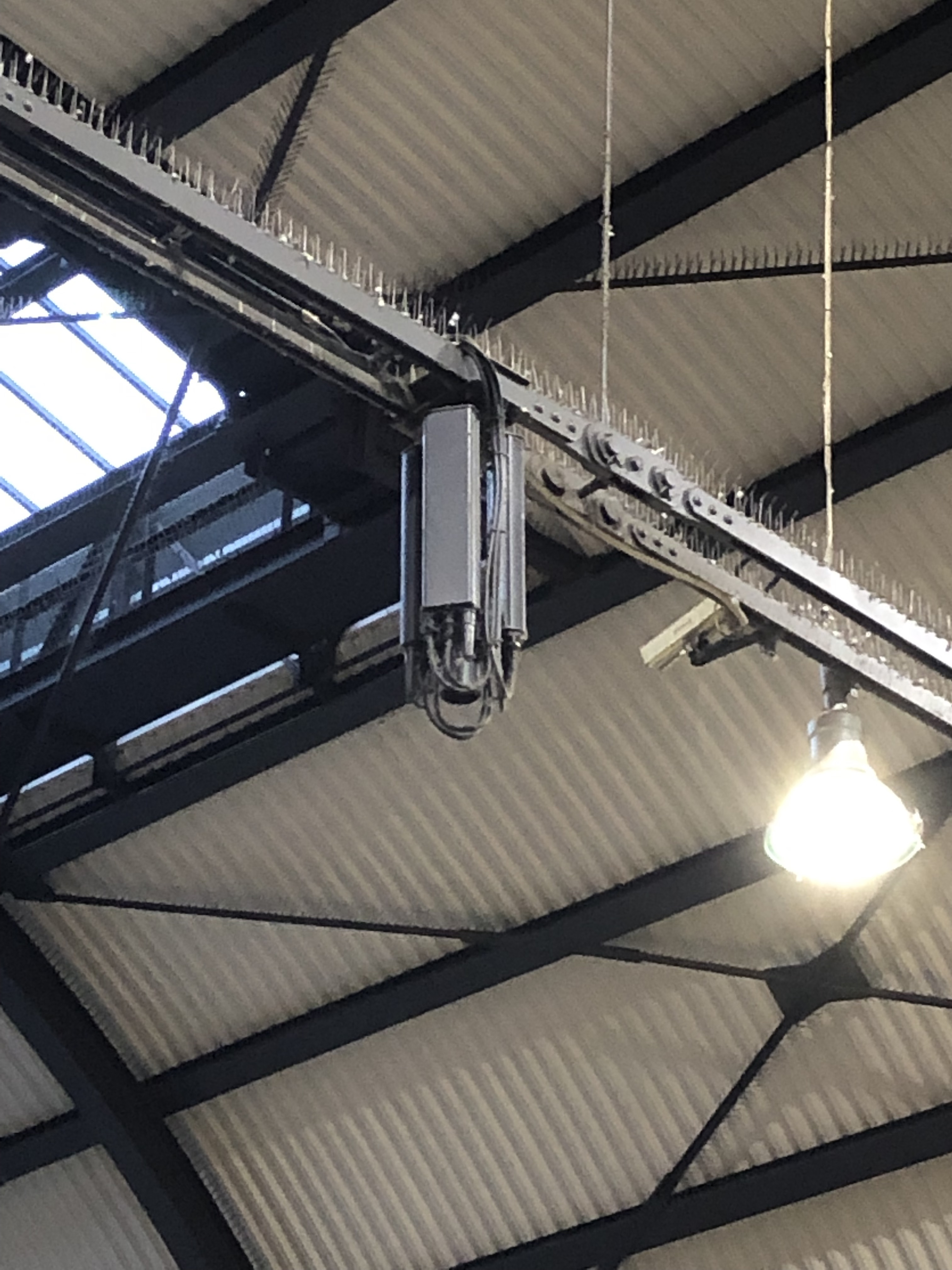
Indoor Mobilfunkstandort der Deutschen Telekom

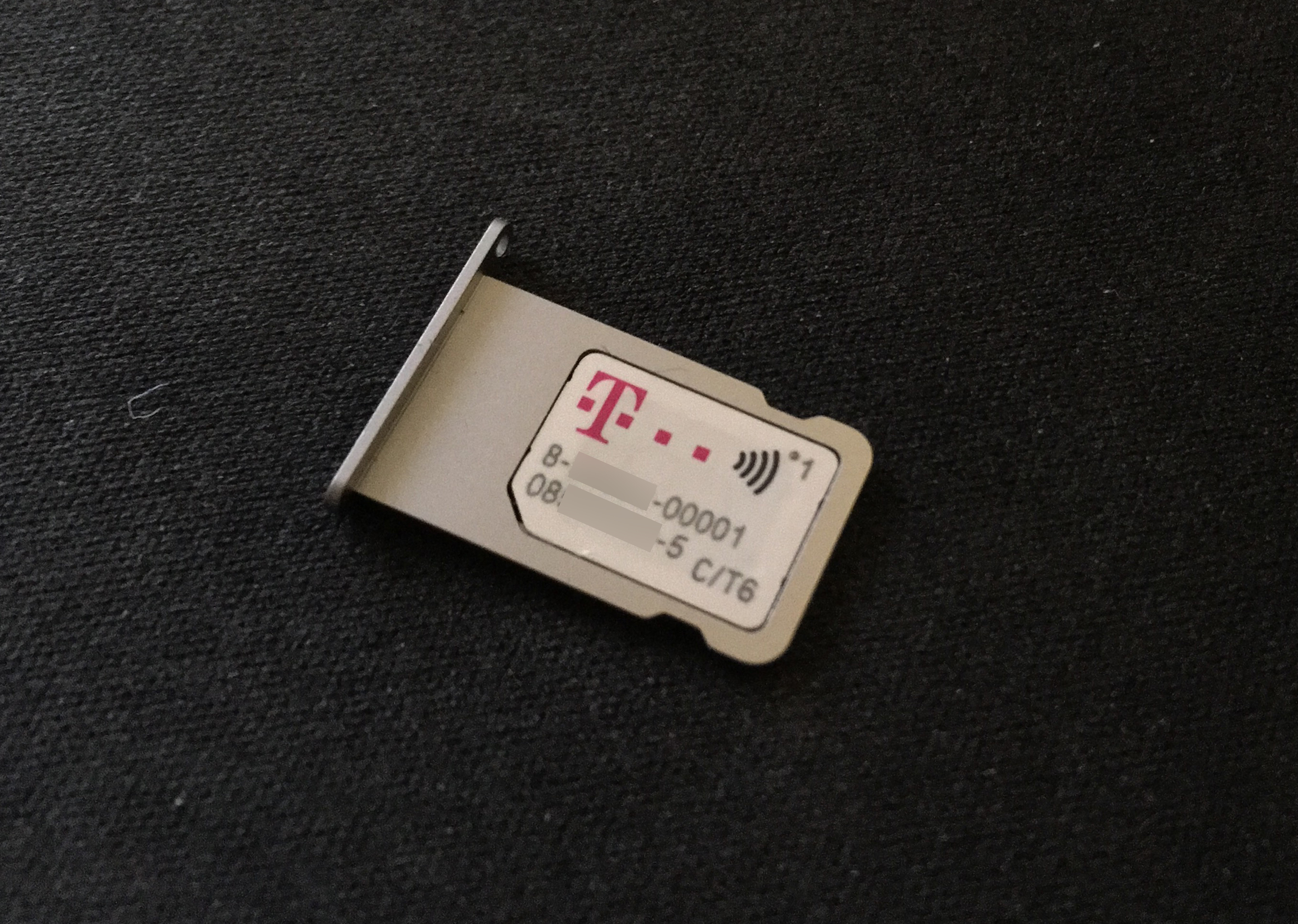
SIM-Karte zur Authentifizierung im Mobilfunknetz

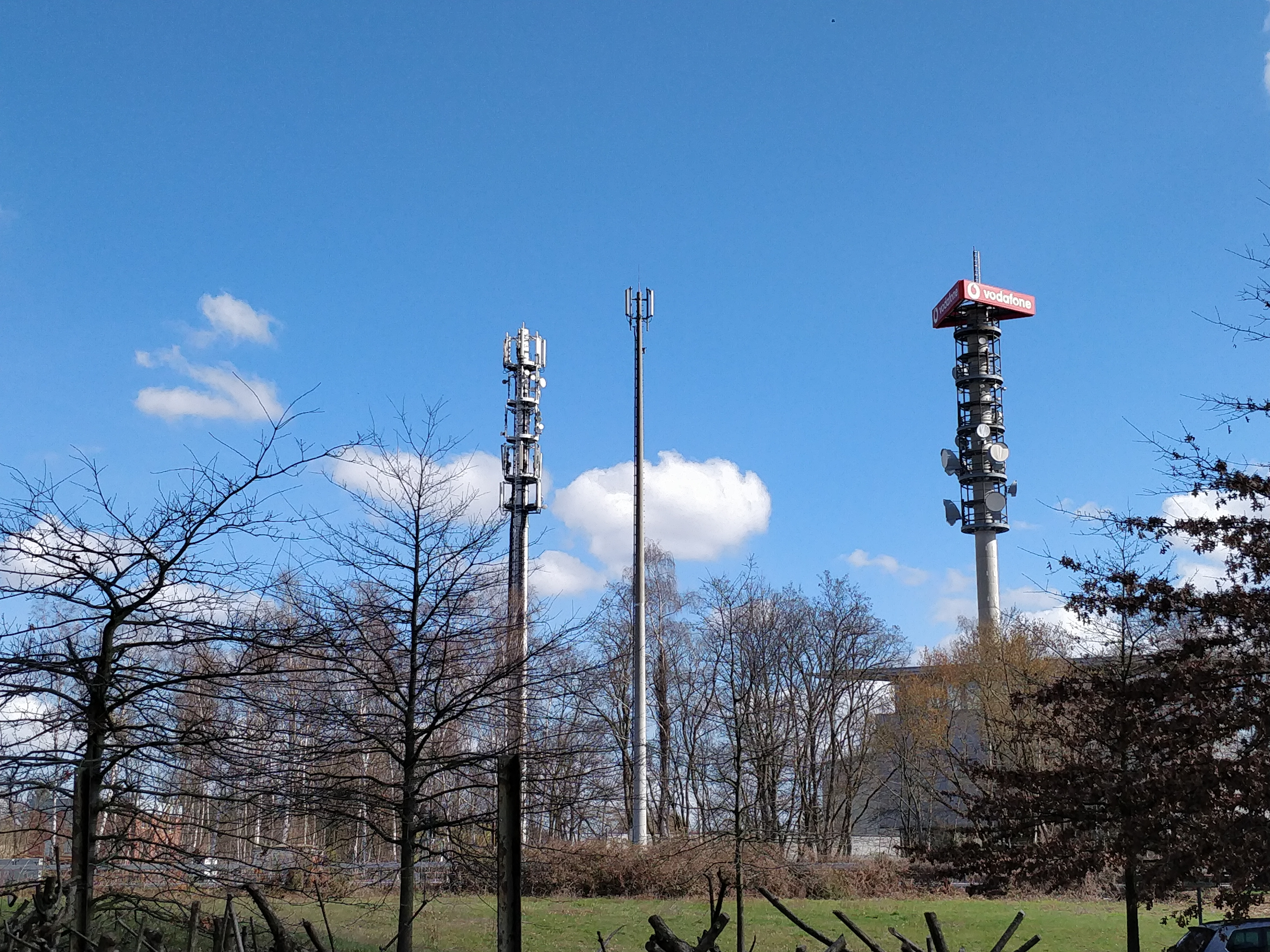
Von links nach rechts: Mobilfunkmast mit Antennen für GSM, UMTS und LTE, Bahnfunkmast (für GSM-R) und Richtfunkmast (Knotenpunkt)

Mobilfunk ist die Sammelbezeichnung für den Betrieb von beweglichen Funkgeräten.
Darunter fallen vor allem tragbare Telefone, (Mobiltelefone, siehe auch: Mobilfunknetz) und in Fahrzeuge eingebaute Wechselsprechgeräte (etwa Taxifunk). Es existieren jedoch viele weitere Anwendungsbereiche, wie zum Beispiel mobile Datenerfassung, Funkrufdienste, Telemetrie, See- und Binnenschifffahrtfunkdienste, Jedermannfunk und Amateurfunk, die nicht ortsgebunden sind.
Die deutsche Bundesnetzagentur spricht von Öffentlichen zellularen Mobilfunkdiensten.

## Landfunknetze
Das „öffentliche bewegliche Landfunknetz“ (Autotelefon, öffentlicher beweglicher Landfunkdienst, öbL) war ein öffentliches Funknetz der Deutschen Bundespost für Nachrichtenverbindungen von beweglichen Funkstellen untereinander und mit Endstellen des öffentlichen Fernsprechnetzes. Die in diesem Netz gebotenen Dienste hießen „öffentliche bewegliche Landfunkdienste“.
Mit dem Landfunknetz war es möglich, über ein Autotelefon In- und Auslandsgespräche über das öffentliche Fernsprechnetz herzustellen: „Der Verbindungsaufbau von einem Teilnehmer des Fernsprechnetzes zum Pkw-Teilnehmer erfolgt über die gewöhnlichen Vermittlungseinrichtungen, eine Überleitvermittlung (die in das Funknetz überleitet) sowie über diejenige Landfunkstelle, die dem Pkw-Teilnehmer geographisch am nächsten liegt“. Die Fahrzeuge mussten mit einer Sprechfunkanlage ausgerüstet sein und sich im Versorgungsbereich einer festen Landfunkstelle befinden.

## Satellitenkommunikation
Daneben existierten auch noch satellitengestützte Mobilfunknetze. Die Nutzung dieser Systeme, obwohl sie weltweit funktionieren, ist wegen unhandlicher und teurer Endgeräte und hoher Gesprächskosten nur in speziellen Bereichen sinnvoll. Es etabliert sich aber immer mehr durch bessere Technik und günstigere Preise dort, wo kein Festnetz oder terrestrisches Mobilfunknetz vorhanden ist, so etwa im Nahen Osten.

## Systematiken

### Technische Systematiken
Grob unterschieden werden Einwegesystem (Simplex-Betrieb), Mehrwegesysteme (Halb-Duplex und Duplex) und Mehrbenutzersysteme (Multiplex). Bei Einwegesystemen ist nur der Empfang (Funkruf) oder seltener nur das Senden (Rundfunk, autonome Pegelstandsmelder der Wasserwirtschaft, Wetterstationen oder auch „Abhörwanzen“) möglich. Bei Mehrwegesystemen kann das Endgerät sowohl senden als auch empfangen. Ist dies gleichzeitig möglich (wie bei Mobiltelefonen), so spricht man von Vollduplex.

### Nicht-öffentliche und öffentliche Mobilfunknetze
Mobilfunk unterteilt sich in einen öffentlichen und einen nicht-öffentlichen Teil.
Die Aufteilung in öffentliche und nicht-öffentliche Funkdienste stammt noch aus der Zeit vor der Postreform I. Derzeit ist in Deutschland die Bundesnetzagentur für die Vergabe der Frequenzen und Genehmigung der Funklizenzen zuständig.
Unter den nicht-öffentlichen Mobilfunk fallen zum Beispiel der Flugfunk und der Betriebsfunk. Das Spektrum der Nutzer des Betriebsfunks reicht von der Polizei, der Feuerwehr und anderen Hilfsorganisationen (BOS-Funk = Behörden und Organisationen mit Sicherheitsaufgaben) über Verkehrsbetriebe (zum Beispiel Flugfunk) und Taxi-Unternehmen bis zu privaten Unternehmen, beispielsweise des Baugewerbes.
Als CB-Funk (Citizens Band Radio, „Bürgerfrequenzband“, Jedermann-Funk, Bürgerfunk) bezeichnet man einen Funk im 11-Meter-Band auf insgesamt 80 Kanälen im Frequenzbereich von 26,565 MHz bis 27,405 MHz. Die Reichweite liegt bei etwa 10–15 km bei der höchstzulässigen Ausgangsleistung. Der Betrieb von mobilen Anlagen (insbesondere in Kfz) ist in Deutschland seit 1975 genehmigungs- und gebührenfrei.
Der Amateurfunk ist privater Funkverkehr, der das erfolgreiche Ablegen einer Prüfung voraussetzt, die zu einer staatlichen Genehmigung (Amateurfunkgenehmigung) führt. Jedem Funkamateur ist ein Rufzeichen zugeteilt. Die Frequenzen für Funkamateure sind international vereinbart. Insbesondere über Kurzwelle kann jeder Punkt der Erde erreicht werden. Auch ist die Verwendung von Amateurfunksatelliten möglich. Die Nutzung ist jedoch nur für rein private Zwecke erlaubt; das Austauschen von politischen Informationen oder der erwerbsmäßige Gebrauch ist zum Beispiel verboten. In den USA waren die ersten Funkamateure bereits 1911 aktiv, heute weltweit über eine Million, davon 78.000 in Deutschland (Stand 12/2003).
Die öffentlichen Mobilfunknetze werden von Mobilfunkbetreibern zur Verfügung gestellt. Sie können von jedermann benutzt werden. Die öffentlichen Mobilfunknetze sind die Funktelefonnetze, die Funkrufnetze, das Rheinfunknetz und das Seefunknetz.
Schnurlostelefone haben die Aufgabe, ein Funktelefon kurzer Reichweite über eine Basisstation mit dem drahtgebundenen Fernsprechnetz zu verbinden sowie interne Verbindungen zwischen mehreren, mit der Basisstation verbundenen, Mobilteilen zu ermöglichen. Dies kann jeweils als nicht-öffentliches Mobilfunknetz interpretiert werden.

## Wirtschaftliche und gesellschaftliche Bedeutung des Mobilfunks

### Gesellschaftliche Aspekte
Der Mobilfunk fand vor allem durch die GSM-Netze für Mobiltelefone (umgangssprachlich Handys) Mitte der 1990er Jahre starke Verbreitung. Dadurch wurde er zu einem gesellschaftlichen Phänomen („Handy-Etikette“).
An Sendemasten, die oft aus technischen Gründen an exponierten Lagen aufgestellt werden und dadurch Einfluss auf das Landschaftsbild nehmen, wird teilweise aus ästhetischen Gründen Kritik geübt.
Durch das Vermieten von Montageflächen für Mobilfunkantennen an geeigneten Bauwerken können Einnahmen erzielt werden. Auf diese Weise werden wenigstens teilweise die Kosten zum Unterhalt etwa historischer Sendetürme als technisches Denkmal gedeckt, wie beispielsweise beim Sendeturm des Senders Gleiwitz, des letzten bestehenden Holzsendeturms.

### Wirtschaftliche Bedeutung
Heute ist der Mobilfunk ein bedeutender wirtschaftlicher Faktor. Größtenteils private Mobilfunkgesellschaften konkurrieren um Marktanteile in einem in Deutschland gesättigten Markt. Die Mobilfunktechnik spielte eine besondere Rolle in der Entwicklung der New Economy und bei der Schaffung zahlreicher neuer Arbeitsplätze.
2010 wurde in Deutschland mit Mobilfunkdienstleistungen ein Umsatz von rund 141 Milliarden Euro erzielt; für 2016 wurden die Mobilfunkumsätze weltweit auf insgesamt rund 1,24 Billionen US-Dollar prognostiziert. Diese bedeutende Marktmacht und das Marktpotential beeinflussen die Objektivität wissenschaftlicher klinischer Studien.

### Gesundheitliche Aspekte
Die Internationale Agentur für Krebsforschung (IARC) stuft Handystrahlung als „möglicherweise krebserregend“ ein. Sie verweist dabei auf eine Studie aus dem Jahr 2004, die bei intensiver Nutzung von Mobiltelefonen ein um 40 % erhöhtes Risiko für die Entstehung eines Glioms ermittelte. Die hierzu herangezogene Interphone-Studie wurde jedoch auch hinsichtlich ihrer Methodik und Interpretation kritisiert. Es habe handfesten Streit unter den beteiligten Wissenschaftlern gegeben. Das Bundesamt für Strahlenschutz kommt unter Bezugnahme auf diese Studie zu der Auffassung, es werde kein Nachweis für erhöhtes Krebsrisiko erbracht. Insbesondere wurde auf die unklaren Ergebnisse bei Intensivnutzern verwiesen. So seien die Nutzerangaben zu täglicher Nutzungsdauer teilweise nicht nachvollziehbar und die Patienten hätten die Kopfseite der Benutzung des Mobiltelefons bei Kenntnis der Lage des Tumors abgegeben.
Auch wissenschaftliche Institutionen wie beispielsweise der in Österreich tätige Wissenschaftliche Beirat Funk sind der Auffassung, dass für eine biologische Wirkung von Mobilfunkgeräten keine Belege verfügbar seien.
Die zwischen 2000 und 2004 durchgeführte REFLEX-Studie, die Hinweise auf Strangbrüche im Erbgut infolge von Mobilfunkstrahlung lieferte, gilt als umstritten und die Auswertung als ungültig. Bei einer Wiederholung unter wissenschaftlichen Bedingungen konnten die Ergebnisse nicht reproduziert werden. Selbst unter der Annahme, dass die Laborergebnisse richtig sind, lassen sie keinen Schluss auf Krankheiten zu, die durch derartige Strahlung hervorgerufen werden. Eine über 14 Länder laufende Case-Control-Studie mit Kindern und Jugendlichen zwischen 10 und 24 Jahren untersuchte das Risiko für Gehirntumore. Die Studie kommt zu dem Schluss, dass es keine Evidenz für ein erhöhtes Risiko gibt.

### Ökologische Faktoren
Das Mobilfunknetz von Deutschland verbrauchte im Jahr 2009 ungefähr 3,1 Gigawattstunden Elektroenergie. Das war etwa das 10fache des Stromverbrauches aller deutschen Mobiltelefone. Der Energieverbrauch des Mobilfunknetzes setzt sich aus dem Verbrauch der Basisstationen und der Zugangsnetze zusammen. Dabei entfällt der weitaus größere Teil auf die Basisstationen. Zu Beginn der Verbreitung der Netze stand die Verfügbarkeit und Leistungsfähigkeit im Vordergrund (Quality of Service, QOS); Energieeinsparpotentiale wurden vernachlässigt. Dadurch könnten sich in Zukunft beträchtliche Verbesserungen ergeben. Die Optimierung des Energiebedarfs im Mobilfunknetz ist daher ein wesentlicher Aspekt in den Ansätzen zur Green IT.

## Geschichte der Mobiltelefonie in Deutschland

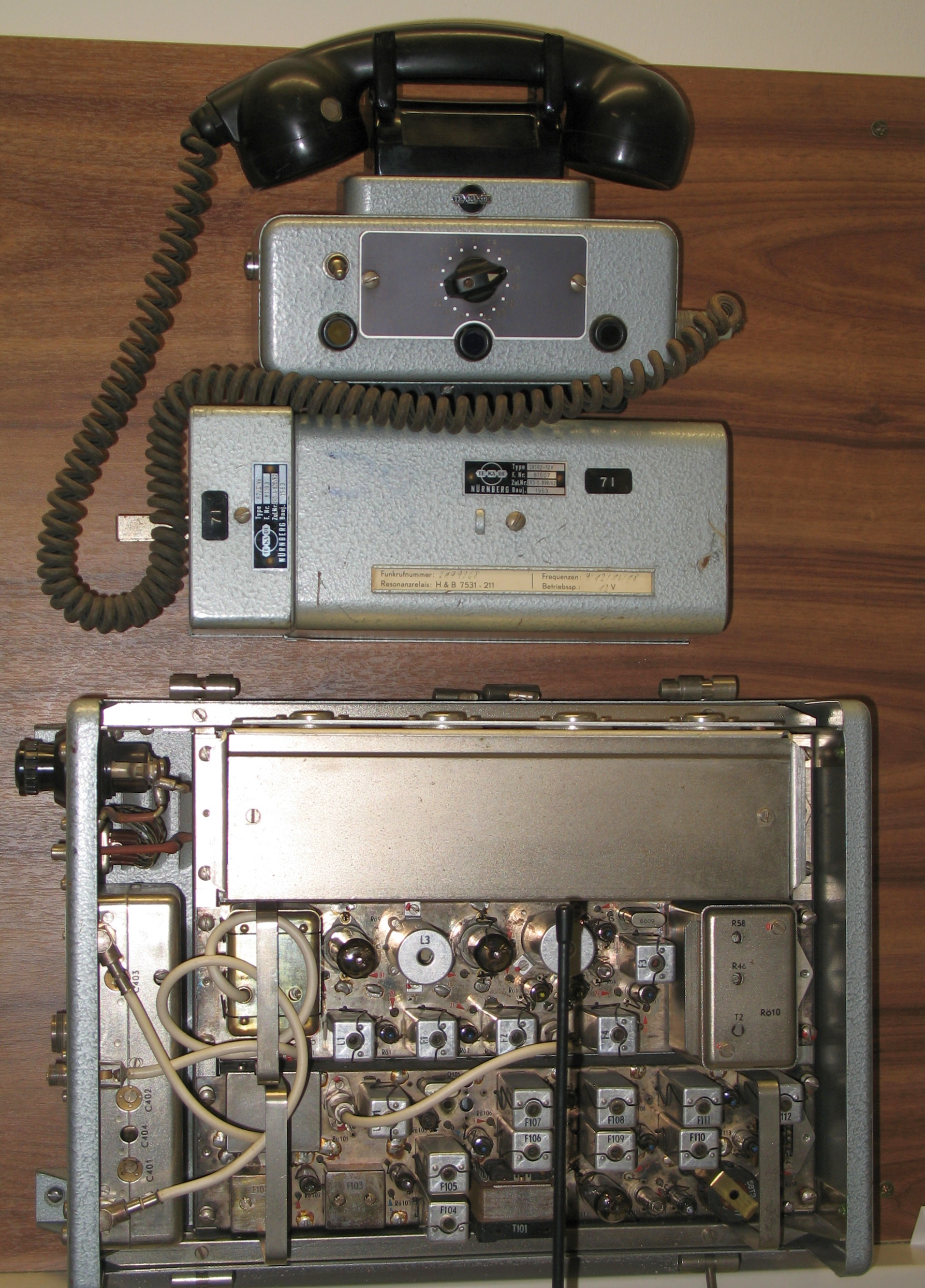
A-Netz Funktelefon (Hersteller: Fa. TeKaDe Nürnberg, 1963)

Erste Zukunftsvorstellungen von „Taschentelephonen“, mit denen jedermann „sich mit wem er will wird verbinden können, einerlei, wo er auch ist“, wurden 1910 in dem Buch Die Welt in 100 Jahren publiziert. Auch in dem Kinderbuch Der 35. Mai oder Konrad reitet in die Südsee von 1932 beschreibt Erich Kästner einen Telefonhörer, den man zum Telefonieren aus der Manteltasche zieht, im Kapitel Vorsicht, Hochspannung. Seit 1926 gab es einen Vorläufer des öffentlichen Mobilfunks in Deutschland, den Zugfunk in Form einer handvermittelten öffentlichen Sprechzelle im Fernschnellzug Berlin – Hamburg. Seit 1950 gibt es in der Bundesrepublik Deutschland öffentliche Mobilfunknetze; sie waren nicht auf eine breite Vermarktung ausgelegt. Die Mobilfunknetze in Deutschland sind mit fortlaufenden Großbuchstaben benannt.
- Das analoge handvermittelte A-Netz wurde 1958 von der Deutschen Bundespost unter der Bezeichnung Öffentlicher beweglicher Landfunkdienst (ÖbL) eingeführt und existierte bis 1977 (etwa 10.500 Teilnehmer).
- Das analoge Selbstwählnetz B-Netz wurde 1972 eingeführt und war bis 2. Januar 1995 in Betrieb (ca. 27.000 Teilnehmer).
- Das analoge C-Netz war ein zellulares Mobilfunknetz der deutschen DeTeMobil (früher Deutsche Bundespost). Es war die dritte und gleichzeitig letzte analoge Generation des Mobilfunks in Deutschland mit ca. 850.000 Teilnehmern und vom 1. Mai 1986 bis zum 31. Dezember 2000 in Betrieb.
- Das erste digitale D-Netz in Deutschland wurde im Juli 1992 von der Telekom-Tochter DeTeMobil eingeführt.[23]
- Das erste digitale E-Netz in Deutschland wurde 1993 von E-Plus eingeführt.
- Die erste digitale nur auf GSM-R basierende Strecke (Schnellfahrstrecke Köln–Rhein/Main) der Deutschen Bahn wurde 2002 in Betrieb genommen.
- Die UMTS-Netze wurden in Deutschland von 2003 bis Ende 2021 betrieben. In den größeren Städten und Ballungszentren wurden sie von allen Mobilfunkunternehmen angeboten.
- 2010 hat die Telekom Deutschland die erste Bodenstation der vierten Generation (LTE) in Deutschland in Betrieb genommen.[24] Die Mobilfunknetze im GSM-Standard wurden in Deutschland anfänglich in D-Netze (900 MHz) und E-Netze (1800 MHz) unterteilt; mittlerweile haben alle vier deutschen GSM-Netze aber auch (in geringerem Umfang) Frequenzen im jeweils anderen Band. Das Gesprächsvolumen umfasste in Deutschland im Jahr 2010 91 Milliarden Minuten pro Jahr und hatte damit einen Marktanteil von über 19 Prozent.[25]
- 2019 begann die Einführung des 5G-Mobilfunks in Deutschland. Bei der  Versteigerung der Frequenzen für das 5G-Netz erhielten die Telefongesellschaften Telekom, Vodafone, Telefónica und Drillisch den Zuschlag. Damit sind alle wichtigen Mobilfunkanbieter mit einem 5G-Netz vertreten. Bis Ende 2025 ist geplant, mehr als 99 % der Bevölkerung mit 5G zu versorgen. Der Fokus liegt dabei nicht nur auf städtischen Gebieten, sondern auch auf ländlichen Regionen, um eine flächendeckende Abdeckung zu gewährleisten.

### Statistische Daten zum Mobilfunk in Deutschland
| Jahr | Teil- nehmer (Mio.) | Gesprächsvolumen (Mrd. Minuten) | Gesprächsvolumen (Mrd. Minuten) | Daten- volumen (Petabyte) | SMS versendet (Mrd.) | MMS versendet (Mrd.) | Teilnehmer (Mio.)                                                              | Teilnehmer (Mio.) | Teilnehmer (Mio.) | Teilnehmer (Mio.) | Teilnehmer (Mio.) |
| Jahr | Teil- nehmer (Mio.) | abgehend                        | ankommend                       | Daten- volumen (Petabyte) | SMS versendet (Mrd.) | MMS versendet (Mrd.) | Telekom                                                                        | Vodafone          | Telefónica        | E-Plus            | 1&1               |
| ---- | ------------------- | ------------------------------- | ------------------------------- | ------------------------- | -------------------- | -------------------- | ------------------------------------------------------------------------------ | ----------------- | ----------------- | ----------------- | ----------------- |
| 1990 | 0,30                |                                 |                                 |                           |                      |                      |                                                                                |                   |                   |                   |                   |
| 1992 | 0,53                |                                 |                                 |                           |                      |                      |                                                                                |                   |                   |                   |                   |
| 1993 | 1,77                |                                 |                                 |                           |                      |                      |                                                                                |                   |                   |                   |                   |
| 1994 | 2,48                |                                 |                                 |                           |                      |                      |                                                                                |                   |                   |                   |                   |
| 1995 | 3,76                |                                 |                                 |                           |                      |                      |                                                                                |                   |                   |                   |                   |
| 1996 | 5,55                | 0,10                            |                                 |                           |                      |                      |                                                                                |                   |                   |                   |                   |
| 1997 | 8,28                |                                 |                                 |                           |                      |                      |                                                                                |                   |                   |                   |                   |
| 1998 | 13,91               | 1,00                            |                                 |                           |                      |                      |                                                                                |                   |                   |                   |                   |
| 1999 | 23,47               | 3,60                            |                                 |                           |                      |                      |                                                                                |                   |                   |                   |                   |
| 2000 | 48,15               | 11,40                           |                                 |                           |                      |                      |                                                                                |                   |                   |                   |                   |
| 2001 | 56,13               | 17,10                           |                                 |                           |                      |                      |                                                                                |                   |                   |                   |                   |
| 2002 | 59,13               | 18,40                           |                                 |                           | 18,4                 |                      | 24,6                                                                           | 22,7              | 4,6               | 7,3               |                   |
| 2003 | 64,84               | 35,00                           | 33,00                           |                           | 19,0                 |                      | 26,3                                                                           | 24,7              | 5,6               | 8,2               |                   |
| 2004 | 71,32               | 38,00                           | 36,00                           |                           | 19,7                 |                      | 27,5                                                                           | 26,9              | 7,4               | 9,5               |                   |
| 2005 | 79,27               | 43,00                           | 43,12                           | 0,22                      | 20,3                 |                      | 29,5                                                                           | 29,2              | 9,8               | 10,7              |                   |
| 2006 | 85,65               | 57,11                           | 52,76                           | 0,84                      | 20,1                 | 0,14                 | 31,4                                                                           | 30,6              | 11,0              | 12,7              |                   |
| 2007 | 97,15               | 70,03                           | 61,16                           | 3,54                      | 23,1                 | 0,18                 | 36,0                                                                           | 33,9              | 12,5              | 14,8              |                   |
| 2008 | 107,25              | 86,14                           | 71,37                           | 11,47                     | 27,8                 | 0,18                 | 39,1                                                                           | 36,2              | 14,2              | 17,8              |                   |
| 2009 | 108,26              | 93,61                           | 76,23                           | 33,29                     | 34,1                 |                      | 39,1                                                                           | 34,6              | 15,5              | 19,0              |                   |
| 2010 | 108,85              | 102,32                          | 82,07                           | 65,41                     | 41,5                 |                      | 34,7                                                                           | 36,7              | 17,0              | 20,4              |                   |
| 2011 | 114,13              | 107,28                          | 86,22                           | 99,74                     | 54,9                 |                      | 35,4                                                                           | 37,6              | 18,4              | 22,7              |                   |
| 2012 | 113,16              | 108,61                          | 87,48                           | 155,64                    | 59,8                 | 0,80                 | 36,6                                                                           | 33,9              | 19,3              | 23,4              |                   |
| 2013 | 115,23              | 110,00                          | 87,46                           | 267,00                    | 37,9                 |                      | 38,6                                                                           | 32,3              | 19,4              | 24,9              |                   |
| 2014 | 112,63              | 111,44                          | 88,54                           | 393,00                    | 22,5                 |                      | 39,0                                                                           | 31,5              | ** 42,1           |                   |                   |
| 2015 | 113,80              | 114,23                          | 89,86                           | 591,00                    | 16,6                 |                      | 40,4                                                                           | 30,4              | 43,1              |                   |                   |
| 2016 | 129,90              | 115,57                          | 92,40                           | 980,32                    |                      |                      | 41,8                                                                           | * 43,7            | 44,3              |                   |                   |
| 2017 | 135,00              | 115,88                          | 93,38                           | 1490,35                   |                      |                      | 43,1                                                                           | 46,0              | 43,2              |                   |                   |
| 2018 | 137,00              | 118,52                          | 94,17                           | 2139,96                   | 8,9                  |                      | 44,2                                                                           | 47,5              | 42,8              |                   |                   |
| 2019 | 139,00              | 126,88                          | 104,36                          | 2960,30                   | 7,9                  |                      | 46,2                                                                           | 50,7              | 43,8              |                   |                   |
| 2020 | 150,00              | 155,28                          | 130,92                          | 3972,00                   | 7,0                  |                      | 48,5                                                                           | 57,2              | 44,3              |                   |                   |
| 2021 | 155,20              | 162,59                          | 139,80                          | 5457,00                   | 7,8                  |                      | 53,2                                                                           | 62,4              | 45,7              |                   |                   |
| 2022 | 169,00              | 159,28                          | 138,49                          | 6714,00                   | 5,8                  |                      | 54.2                                                                           | 70,4              | 44,3              |                   |                   |
| 2023 | 185,30²             | 153,49                          | 133,68                          | 9118,00                   | 5,3                  |                      | 61,4                                                                           | 78,5              | 45,0              |                   |                   |
| 2024 | 201,30              | 147,80                          | 129,86                          | 9592,00                   | 5,2                  |                      | 68,5                                                                           | 82,7              | 44,9              |                   | 5,0               |
|      |                     |                                 |                                 |                           |                      |                      | * Vodafone Zählart geändert ** Fusion mit E-Plus ² Keine genaue Zahl vorhanden |                   |                   |                   |                   |

## Mobilfunkmarkt in Österreich
- Österreichischer Mobilfunkmarkt
- Kommunikationsbehörde Austria

## Mobilfunkmarkt in der Schweiz
- Schweizer Mobilfunkmarkt, Natel

## Mobiltelefonie in Nordkorea
Während Mobiltelefonie in anderen Staaten bereits als alltägliches Kommunikationsmittel etabliert worden war, blieben Mobiltelefone in Nordkorea mehrere Jahre lang verboten. Im Dezember 2002 wurden dann an ausgewählte Bürger versuchsweise 20.000 Mobiltelefone abgegeben, die im Juni 2004 wieder eingezogen wurden.
2007 bot der ägyptische Mischkonzern Orascom Group einen Weiterbau der langjährigen Bauruine des Ryugyŏng Hot’el an, sofern dessen Mobilfunktochter Orascom Telecom ein nordkoreanisches Mobilfunknetz aufbauen und über 25 Jahre lang betreiben könne. Daraufhin wurde im Folgejahr das Joint Venture Cheo Technology gegründet, das zu 75 Prozent Orascom und zu 25 Prozent dem nordkoreanischen Staat gehört und eine Lizenz zum Betrieb eines UMTS-Mobilfunknetzes in der Hauptstadt Pjöngjang erhielt. 2008 nahm es das Mobilfunknetz Koryolink in Betrieb. Die ersten vergebenen Telefonnummern begannen mit den Ziffern „1912“, dem Geburtsjahr des ehemaligen Präsidenten Kim Il-sung.

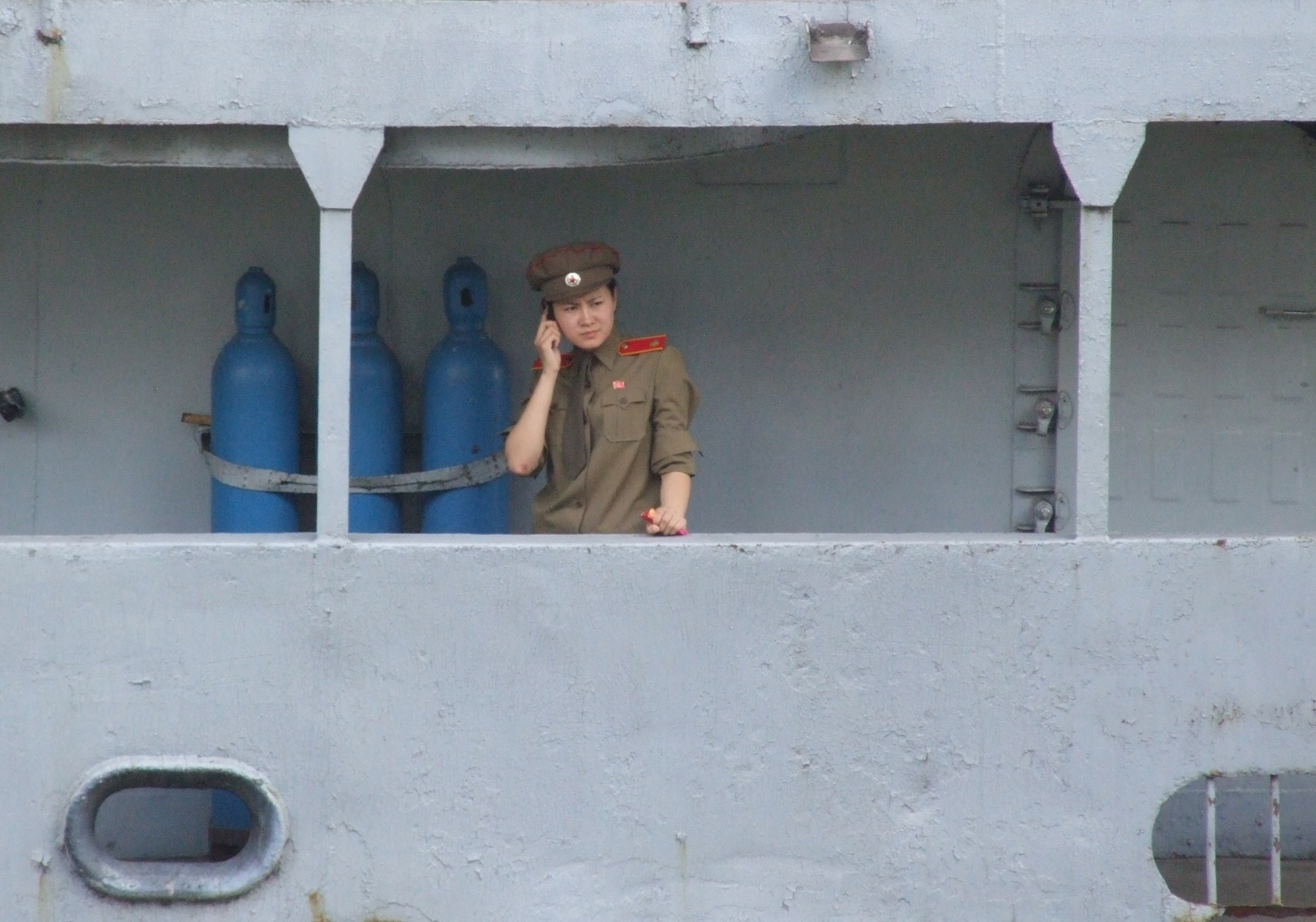
2012 an Bord der Pueblo in Pjöngjang: Nordkoreanische Soldatin benutzt ein Mobiltelefon

Seitdem ist das Telefonieren innerhalb des nordkoreanischen Inlands bei verhältnismäßig hohen Anschaffungskosten möglich, eine SIM-Karte mit 50 MB Datenvolumen kostet an die 200 Euro. Für Auslandstelefonate existiert ein separates Mobilfunknetz, welches in Nordkorea lebenden Ausländern vorbehalten ist. Verbindungen zwischen den beiden Mobilfunknetzen sind nicht möglich. Koryolink verzeichnete Ende 2009 90.000 Teilnehmer, Ende 2010 430.000 und im Februar 2012 eine Million.
Bislang sind weder Gespräche ins Ausland noch die Nutzung des mobilen Internets möglich. Weiterhin dürfen die offiziell importierten Mobilgeräte nicht über Memory-Cards, Videokameras oder eine Bluetooth-Funktion verfügen.
Gleichwohl wurde 2013 die Produktion des ersten nordkoreanischen Smartphones „Arirang AS1201“ (entspricht den chinesischen Uniscope U1201) verlautbart. Bereits ein Jahr später erschien ein weiteres Modell, das „Arirang AP121“, welches allerdings mit dem chinesischen Smartphone „THL W200“ identisch ist.
Sämtliche Smartphones laufen mit Android, verfügen jedoch über keinen App-Store wie Google Play. Eigene Applikationen zu installieren, ist nicht möglich; das muss bei staatlich zugelassenen Händlern geschehen.
Medienberichten zufolge müssen Personen, die einen Mobilfunk-Anschluss haben möchten, neben ihren persönlichen Daten auch eine Erklärung darüber abgeben, dass sie keine Anrufe tätigen, deren Inhalt Staatsgeheimnisse berührt, und das Gerät auch nicht missbräuchlich verwenden. Zudem soll die Erlaubnis der Sicherheitsbehörden nötig sein. Im Grenzgebiet zu China sollen Menschen aber mithilfe von chinesischen Geräten auf das Netz des Nachbarlandes zugreifen und somit auch Auslandsgespräche führen können.
Das Einführen von Handys war bis zum 7. Januar 2013 verboten. Entsprechende Geräte mussten bei Einreise abgegeben werden und wurden dem Eigentümer erst bei Ausreise wieder ausgehändigt.